# Писистрат (сын Нестора)
Писистрат (др.-греч. Πεισίστρατος «убеждающий войско») — персонаж древнегреческой мифологии, герой «Одиссеи».
Сын Нестора и Анаксибии. Едет в Спарту с Телемахом. Отец Писистрата, его потомки переселились в Аттику.